# Alby (gmina Ånge)
Alby – miejscowość (tätort) w Szwecji w gminie Ånge w regionie Västernorrland. Około 403 mieszkańców.